# Eduard Aleksandrovich Buliya
Bản mẫu:Eastern Slavic name
Eduard Aleksandrovich Buliya (tiếng Nga: Эдуард Александрович Булия; sinh ngày 19 tháng 5 năm 1991) là một cầu thủ bóng đá người Nga. Anh thi đấu cho F.K. Shinnik Yaroslavl.